# Ecsegfalva
Ecsegfalva là một thị trấn thuộc hạt Békés, Hungary. Thị trấn này có diện tích 78,99 km², dân số năm 2010 là 1183 người, mật độ 15 người/km².